# 大きな玉ねぎの下で 〜はるかなる想い
「大きな玉ねぎの下で 〜はるかなる想い」（おおきなたまねぎのしたで はるかなるおもい）は、1989年10月21日に発売された爆風スランプ15枚目のシングル。

## 解説
1985年発売2ndアルバム『しあわせ』収録「大きな玉ねぎの下で」のリメイクである。

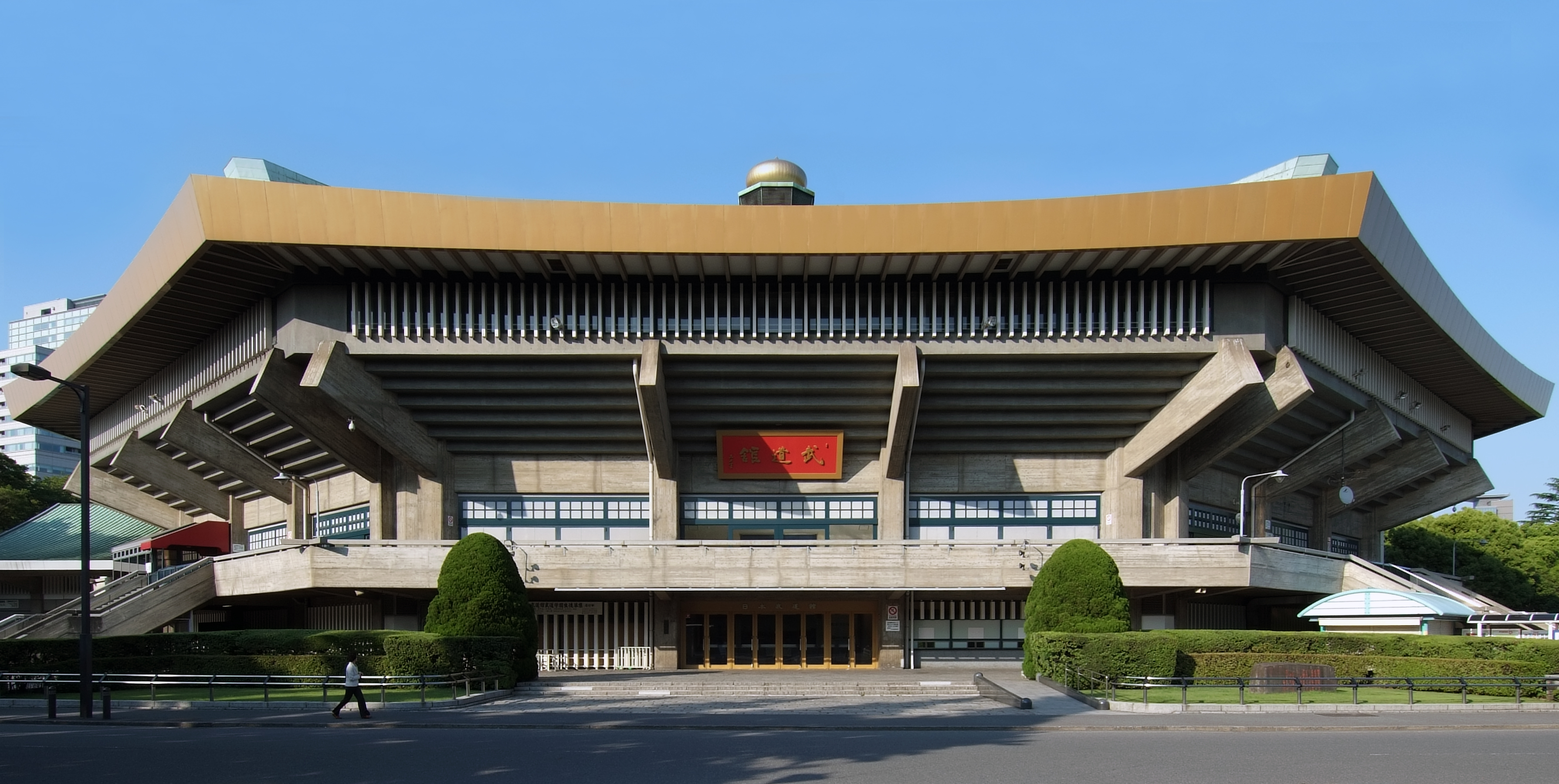
日本武道館。屋根の上の擬宝珠が大きな玉ねぎである。

表題曲の題名の「大きな玉ねぎ」とは、日本武道館（東京都千代田区）の屋根の上に乗っている擬宝珠である。その擬宝珠が「大きな玉ねぎ」に見えるというところからタイトルが付けられた。実際に同曲のプロモーションビデオでは、爆風スランプの日本武道館ライブで「Runner」を歌っているところの映像が一部使われている。
ライブの日に武道館で待ち合わせを約束したペンフレンドの女の子が予定の時間に結局来ずに終わった、という歌詞の失恋ソングである。作詞者の中野は、爆風スランプ初の武道館ライブを翌1985年に行うことをレコード会社が1984年に決めた際、満員にしろと言われたものの、武道館という大ホールへのプレッシャーに悩んだあげく「自分達で武道館が満員になるわけがないから、席が空いている事の言い訳になるような歌を作ろう」という考えに至った事がきっかけで作詞したと述べている。更に、歌い出しのこの歌詞から入れば「ペンフレンドなんかいるんだ？」みたいにまずファンの笑いはつかめるだろうと考えたが、曲を作っていくうちに「いい歌になっちゃった」とも話している。
後に中野が自身のYouTubeチャンネルで語ったところによれば、「千鳥ヶ淵月の水面振り向けば」という歌詞は当初、日本武道館を出て九段坂を下る場面を想定して作詞したものであったが、武道館ライブ前に現地に確認しに行ったところ千鳥ヶ淵と牛ヶ淵を取り違えていた事が発覚。以降は歌詞の辻褄を合わせるため「田安門を出たところで武道館の方を千鳥ヶ淵越しに振り返る」という解釈をする事となったという。
第40回NHK紅白歌合戦でも歌われ、また1990年初め頃にはコスモ石油のCMソングに使われた。
爆風スランプのメンバーが出演した松竹映画『バトルヒーター』の主題歌になっている。
同曲のアンサーソングにYURIMARIの「初恋〜はるかなる想い〜」がある。
2008年12月31日に日本テレビ系列で放送された『ダウンタウンのガキの使いやあらへんで!!』大晦日年越しSP『絶対に笑ってはいけない新聞社24時』では、メインボーカルのサンプラザ中野くんによる替え歌が歌唱された。（曲名は『大きな玉ねぎのそばで〜腫れ上がるお尻〜』）
2012年8月18日のDDT日本武道館大会『武道館ピーターパン』では、DDT社長の高木三四郎の依頼で特別バージョンが制作され、大会オープニングで披露された。
歌詞の一部に九段下駅から日本武道館へ向かう情景が描かれていることから、2015年5月21日より九段下駅の東京メトロ東西線ホームの発車メロディ（発車サイン音）として使用されている。編曲は向谷実が手掛けた。

## 収録曲

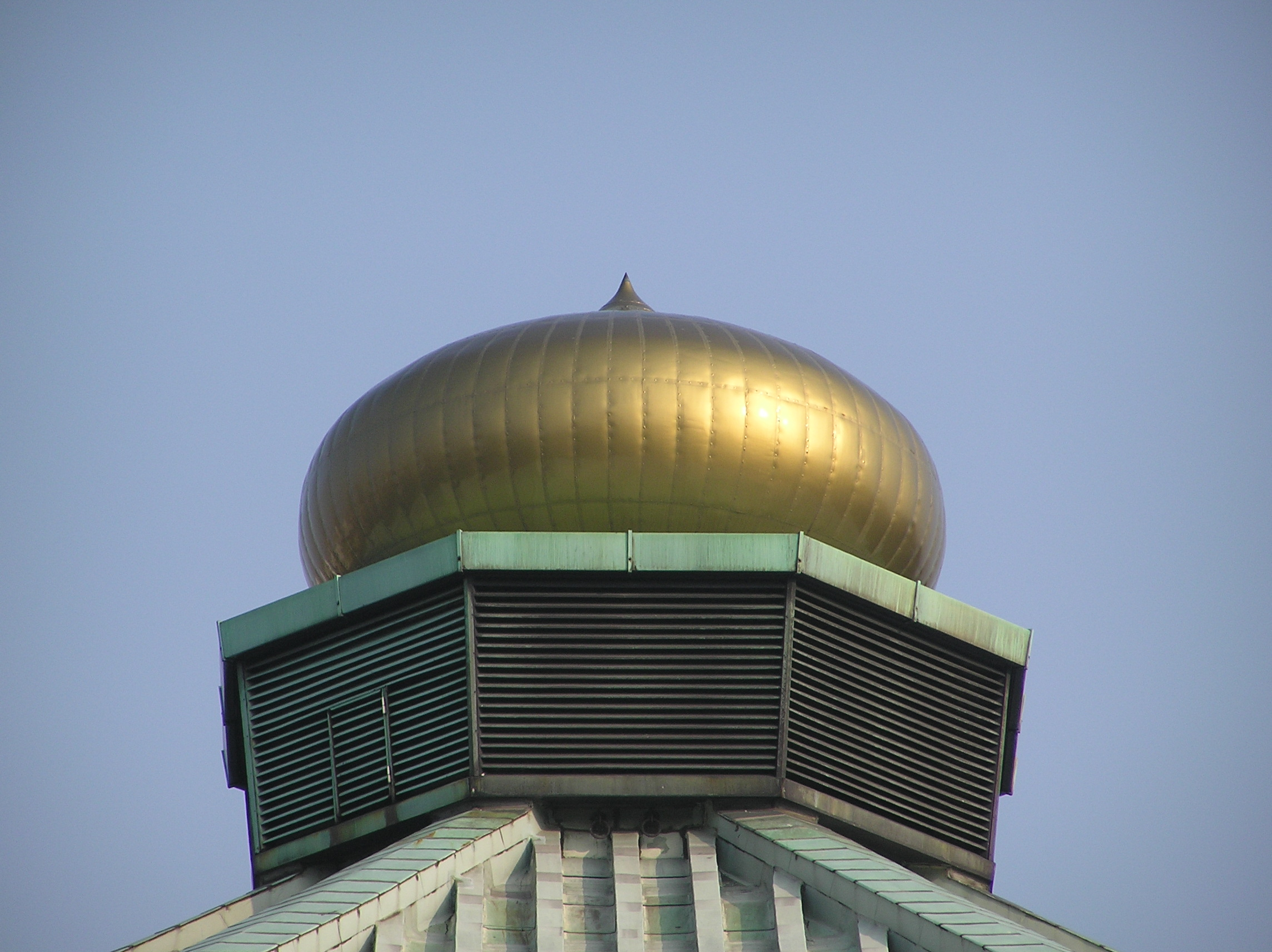
日本武道館の擬宝珠

1. 大きな玉ねぎの下で 〜はるかなる想い
作詞：サンプラザ中野　作曲：嶋田陽一　編曲：BAKUFU-SLUMP、松原幸広
2. どんなもんだい
作詞：サンプラザ中野　作曲：Newファンキー末吉　編曲：BAKUFU-SLUMP

## 収録アルバム
- しあわせ（#1、原曲）
- I.B.W.(#1、アルバムバージョン)
- SINGLES(#1、アルバムバージョン)
- GOLDEN☆BEST 爆風スランプ ALL SINGLES(#1)
- 40th Anniversary BEST IKIGAI 2024(DISC2 #6) (#1)

## カバーした主な歌手
- 山崎まさよし - 『COVER ALL HO!』（2007年10月31日発売、UPCH-20052）収録
- 沢田知可子 - 『UTATANE』（1993年4月14日発売、TACX-2395）収録
- 田中雅之 - 『We Love Bakufu Slump』（2011年12月25日発売、BTYS-1002）収録
- 佐々木真央 - 『佐々木真央』（2015年3月25日発売、VICL-64316）収録
- DISH// - 『JK//』（2017年3月29日発売、SRBL-1742）収録
- BILLIE IDLE - 『僕らまだちっぽけな頃の話』（2019年5月22日、DDCZ-2232）収録
- 優里 - 『詩-80's』（2023年10月4日、BVCL-1319）収録
- asmi - （2024年12月11日発売、配信限定シングル、Sony Music Labels）
後述の映画主題歌

### セルフカバー
- サンプラザ中野くん
  - 『歌うパワースポット〜セドナ・ハワイ編〜』（2012年3月7日発売、TFCC-86377）収録
  - 『大きな玉ねぎの下で』（2019年6月5日発売、ASCU-6105）収録

### 主なインストゥルメンタルカバー
- 東京メトロ東西線 発車メロディCollection（2015年5月13日発売、OGCD-10）収録
向谷実による編曲。『大きな玉ねぎの下で 〜East&West Ver.〜』として収録されている。

## メディア展開

### 映画
本作にインスパイアされた同名映画が2025年2月7日に公開。小説やコミカライズ作品も展開されている。

### 小説・漫画
前述の映画とは異なるストーリーを描いた同名小説が2024年8月22日に刊行。映画のストーリー原案を担当した中村航が執筆を担当。小説のコミカライズが『ベツコミ』（小学館）にて、2024年10月号より連載されている。漫画は庭のこころ、構成を小出真朱が担当。
またこれと別に、楽曲作詞者であるサンプラザ中野がケータイサイト『THE NEWS』とPCサイト『Web現代』で2004年6月 - 2005年3月に連載されたものに、加筆・修正し、2005年4月単行本として刊行した『大きな玉ネギの下で〜story of ’85〜』とサブタイトルを改めた文庫を執筆している。